# Mistrzostwa Europy w Piłce Nożnej 1984
Mistrzostwa Europy w Piłce Nożnej 1984 (Euro 84) odbyły się we Francji. Były to siódme Mistrzostwa Europy w piłce nożnej. Turniej finałowy trwał od 12 czerwca do 27 czerwca 1984 roku.
W tym czasie tylko osiem państw wzięło udział w turnieju finałowym, spośród których siedem musiało przejść przez etap kwalifikacji. Francja zakwalifikowała się automatycznie jako gospodarz turnieju.

## Maskotka
Mistrzostwa Europy we Francji były drugimi, które miały maskotkę. Tym razem był nią kogut o imieniu Peno.

## Kwalifikacje
Mistrzostwa Europy w Piłce Nożnej 1984 (eliminacje)

## Zakwalifikowane drużyny
W finałach wzięły udział następujące reprezentacje narodowe:
| Drużyna    | Grupa kwalifikacyjna | Liczba występów      | Najlepszy wynik          |
| ---------- | -------------------- | -------------------- | ------------------------ |
| Francja    | gospodarz            | 1 (1960)             | IV miejsce (1960)        |
| Belgia     | Zwycięzca grupy 1    | 2 (1972, 1980)       | Wicemistrzostwo (1980)   |
| Portugalia | Zwycięzca grupy 2    | debiutant            | debiutant                |
| Dania      | Zwycięzca grupy 3    | 1 (1964)             | IV miejsce (1964)        |
| Jugosławia | Zwycięzca grupy 4    | 3 (1960, 1968, 1976) | II miejsce (1960, 1968)  |
| Rumunia    | Zwycięzca grupy 5    | debiutant            | debiutant                |
| RFN        | Zwycięzca grupy 6    | 3 (1972, 1976, 1980) | Mistrzostwo (1972, 1980) |
| Hiszpania  | Zwycięzca grupy 7    | 2 (1964, 1980)       | Mistrzostwo (1964)       |

## Stadiony
- Parc des Princes, Paryż – Liczba miejsc: 48 400
- Stade Félix-Bollaert, Lens – Liczba miejsc: 43 500
- Stade de la Beaujoire, Nantes – Liczba miejsc: 52 923
- Stade Gerland, Lyon – Liczba miejsc: 41 180
- Stade Geoffroy-Guichard, Saint-Étienne – Liczba miejsc: 36 000
- Stade de la Meinau, Strasburg – Liczba miejsc: 40 860
- Stade Vélodrome, Marsylia – Liczba miejsc: 60 000

## Faza grupowa
Legenda do tabelek:
- Pkt – liczba punktów
- M – liczba meczów
- W – wygrane
- R – remisy
- P – porażki
- Br+ – bramki zdobyte
- Br− – bramki stracone
- +/− – różnica bramek

Dwie pierwsze drużyny z każdej grupy awansowały do dalszych gier.

### Grupa A
| Zespół     | Pkt | M | W | R | P | Br+ | Br− | +/− |
| ---------- | --- | - | - | - | - | --- | --- | --- |
| Francja    | 6   | 3 | 3 | 0 | 0 | 9   | 2   | 7   |
| Dania      | 4   | 3 | 2 | 0 | 1 | 8   | 3   | 5   |
| Belgia     | 2   | 3 | 1 | 0 | 2 | 4   | 8   | -4  |
| Jugosławia | 0   | 3 | 0 | 0 | 3 | 2   | 10  | -8  |

Źródło: 
| 12 czerwca 1984 20:30 CEST | Francja · Platini 78' | 1:0(0:0) | Dania | Parc des Princes, Paryż · Widzów: 47 570 · Sędzia: Volker Roth ( Niemcy) |
|                            |                       |          |       |                                                                          |

| 13 czerwca 1984 20:30 CEST | Belgia · Vandenbergh 28' · Grün 45' | 2:0(2:0) | Jugosławia | Stade Félix-Bollaert, Lens · Widzów: 40 000 · Sędzia: Erik Fredriksson ( Szwecja) |
|                            |                                     |          |            |                                                                                   |

| 16 czerwca 1984 17:15 CEST | Francja · Platini 4', 74' (k), 89' · Giresse 33' · Fernández 43' | 5:0(3:0) | Belgia | Stade de la Beaujoire, Nantes · Widzów: 51 359 · Sędzia: Bob Valentine ( Szkocja) |
|                            |                                                                  |          |        |                                                                                   |

| 16 czerwca 1984 20:30 CEST | Dania · Arnesen 8', 69' · Berggreen 16' · Elkjær 82' · Lauridsen 84' | 5:0(2:0) | Jugosławia | Stade Gerland, Lyon · Widzów: 34 745 · Sędzia: Augusto Lamo Castillo ( Hiszpania) |
|                            |                                                                      |          |            |                                                                                   |

| 19 czerwca 1984 20:30 CEST | Francja · Platini 59', 62', 77' | 3:2(0:1) | Jugosławia · Šestić 32' · Stojković 84' (k) | Stade Geoffroy-Guichard, Saint-Étienne · Widzów: 45 789 · Sędzia: André Daina ( Szwajcaria) |
|                            |                                 |          |                                             |                                                                                             |

| 19 czerwca 1984 20:30 CEST | Dania · Arnesen 41' (k) · Brylle 60' · Elkjær 84' | 3:2(1:2) | Belgia · Ceulemans 26' · Vercauteren 39' | Stade de la Meinau, Strasburg · Widzów: 36 911 · Sędzia: Adolf Prokop ( Niemcy) |
|                            |                                                   |          |                                          |                                                                                 |

### Grupa B
| Zespół     | Pkt | M | W | R | P | Br+ | Br− | +/− |
| ---------- | --- | - | - | - | - | --- | --- | --- |
| Hiszpania  | 4   | 3 | 1 | 2 | 0 | 3   | 2   | 1   |
| Portugalia | 4   | 3 | 1 | 2 | 0 | 2   | 1   | 1   |
| RFN        | 3   | 3 | 1 | 1 | 1 | 2   | 2   | 0   |
| Rumunia    | 1   | 3 | 0 | 1 | 2 | 2   | 4   | -2  |

Źródło: 
| 14 czerwca 1984 17:15 CEST | RFN | 0:0(0:0) | Portugalia | Stade de la Meinau, Strasburg · Widzów: 47 950 · Sędzia: Romualdas Juška ( ZSRR) |
|                            |     |          |            |                                                                                  |

| 14 czerwca 1984 20:30 CEST | Rumunia · Bölöni 35' | 1:1(1:1) | Hiszpania · Carrasco 22' (k) | Stade Geoffroy-Guichard, Saint-Étienne · Widzów: 17 012 · Sędzia: Alexis Ponnet ( Belgia) |
|                            |                      |          |                              |                                                                                           |

| 17 czerwca 1984 17:15 CEST | RFN · Völler 25', 66' | 2:1(1:0) | Rumunia · Coraş 46' | Stade Félix-Bollaert, Lens · Widzów: 31 803 · Sędzia: Jan Keizer ( Holandia) |
|                            |                       |          |                     |                                                                              |

| 17 czerwca 1984 20:30 CEST | Portugalia · Sousa 52' | 1:1(0:0) | Hiszpania · Santillana 73' | Stade Vélodrome, Marsylia · Widzów: 30 000 · Sędzia: Michel Vautrot ( Francja) |
|                            |                        |          |                            |                                                                                |

| 20 czerwca 1984 20:30 CEST | RFN | 0:1(0:0) | Hiszpania · Maceda 90' | Parc des Princes, Paryż · Widzów: 47 691 · Sędzia: Vojtěch Christov ( Czechosłowacja) |
|                            |     |          |                        |                                                                                       |

| 20 czerwca 1984 20:30 CEST | Portugalia · Nené 81' | 1:0(0:0) | Rumunia | Stade de la Beaujoire, Nantes · Widzów: 24 266 · Sędzia: Heinz Fahnler ( Austria) |
|                            |                       |          |         |                                                                                   |

## Faza pucharowa
|  |                       |               |           |                    |   |         |         |       |
|  | Półfinał              | Półfinał      | Półfinał  |                    |   | Finał   | Finał   | Finał |
|  | Półfinał              | Półfinał      | Półfinał  |                    |   | Finał   | Finał   | Finał |
|  | 23 czerwca – Marsylia |               |           |                    |   |         |         |       |
|  |                       |               |           |                    |   |         |         |       |
|  | 1A Francja            | 1A Francja    | 3         |                    |   |         |         |       |
|  | 1A Francja            | 1A Francja    | 3         | 27 czerwca – Paryż |   |         |         |       |
|  | 2B Portugalia         | 2B Portugalia | 2         |                    |   |         |         |       |
|  | 2B Portugalia         | 2B Portugalia | 2         |                    |   | Francja | Francja | 2     |
|  | 24 czerwca – Lyon     |               |           |                    |   | Francja | Francja | 2     |
|  |                       |               | Hiszpania | Hiszpania          | 0 |         |         |       |
|  | 2A Dania              | 2A Dania      | Hiszpania | Hiszpania          | 0 | 1 (4)   |         |       |
|  | 2A Dania              | 2A Dania      |           |                    |   |         |         |       |
|  | 1B Hiszpania          | 1B Hiszpania  | 1 (5)     |                    |   |         |         |       |
|  | 1B Hiszpania          | 1B Hiszpania  | 1 (5)     |                    |   |         |         |       |

UWAGA: W nawiasach podane są wyniki po rzutach karnych

### Półfinały
| 23 czerwca 1984 20:00 CEST | Francja · Domergue 24', 114' · Platini 119' | 3:2(1:0, 1:1, 1:2) | Portugalia · Jordão 74', 98' | Stade Vélodrome, Marsylia · Widzów: 54 848 · Sędzia: Paolo Bergamo ( Włochy) |
|                            |                                             |                    |                              |                                                                              |

| 24 czerwca 1984 20:00 CEST | Dania · Lerby 7' · Brylle 120' (k) · Olsen 120' (k) · Laudrup 120' (k) · Lerby 120' (k) | 1:1 k. 4:5(1:0, 1:1, 1:1) | Hiszpania · Maceda 67' · Santillana 120' (k) · Señor 120' (k) · Urquiaga 120' (k) · Victor 120' (k) · Sarabia 120' (k) | Stade Gerland, Lyon · Widzów: 47 483 · Sędzia: George Courtney ( Anglia) |
|                            |                                                                                         |                           | |                                                                          |

### Finał
| 27 czerwca 1984 20:00 CEST | Francja · Platini 57' · Bellone 90' | 2:0(0:0) | Hiszpania | Parc des Princes, Paryż · Widzów: 47 368 · Sędzia: Vojtěch Christov ( Czechosłowacja) |
|                            |                                     |          |           |                                                                                       |

## Statystyka turnieju

### Strzelcy goli
9 goli
- Michel Platini

3 gole
- Frank Arnesen

2 gole
- Rui Manuel Jordão
- Preben Elkjær Larsen
- Jean-François Domergue
- Rudi Völler
- Antonio Maceda Francés

1 gol
- Tamagnini Nené – António Sousa
- Jan Ceulemans – Georges Grün – Erwin Vandenbergh – Franky Vercauteren
- Klaus Berggreen – Kenneth Brylle – John Lauridsen – Søren Lerby
- Bruno Bellone – Luis Fernández – Alain Giresse
- Ladislau Bölöni – Marcel Coraş
- Francisco José Carrasco – Santillana
- Miloš Šestić – Dragan Stojković

### Najszybszy gol
4 minuta: Michel Platini w meczu Francja – Belgia.

### Średnia goli
2,73 na mecz

## Zwycięski skład
| Francja                | Francja                | Francja |
| Gracz                  | Klub w 1984 roku       |         |
| Bramkarze              | Bramkarze              |         |
| ---------------------- | ---------------------- | ------- |
| Joël Bats              | AJ Auxerre             |         |
| Philippe Bergeroo      | Toulouse FC            |         |
| Albert Rust            | FC Sochaux-Montbéliard |         |
| Obrońcy                |                        |         |
| Manuel Amoros          | AS Monaco              |         |
| Patrick Battiston      | Bordeaux               |         |
| Maxime Bossis          | FC Nantes              |         |
| Jean-François Domergue | Toulouse FC            |         |
| Yvon Le Roux           | AS Monaco              |         |
| Thierry Tusseau        | Bordeaux               |         |
| Luis Fernández         | Paris Saint-Germain    |         |
| Pomocnicy              |                        |         |
| Jean-Marc Ferreri      | AJ Auxerre             |         |
| Bernard Genghini       | AS Monaco              |         |
| Jean Tigana            | Bordeaux               |         |
| Bruno Bellone          | AS Monaco              |         |
| Daniel Bravo           | AS Monaco              |         |
| Michel Platini         | Juventus F.C.          |         |
| Napastnicy             |                        |         |
| Alain Giresse          | Bordeaux               |         |
| Bernard Lacombe        | Bordeaux               |         |
| Dominique Rocheteau    | Paris Saint-Germain    |         |
| Didier Six             | FC Mulhouse            |         |
| Trener: Michel Hidalgo |                        |         |